# Кордильєра-Орієнталь (Перу)
10°26′00″ пд. ш. 74°31′00″ зх. д. / 10.43333333° пд. ш. 74.51666667° зх. д.
Кордильєра-Орієнталь (ісп. Cordillera Oriental) — гірський хребет на сході Перуанських Анд, найнижчий з головних хребтів цієї секції Анд. Хребет відділяється від Кордильєри-Сентраль річкою Уаяґа. Кордильєра-Орієнталь поділяється на численні підхребти, такі як Кордильєра-де-Вільканота, Кордильєра-де-Вількабамба, Кордильєра-де-Урубамба, Кордильєра-де-Карабая, та проникає на територію Болівії під назвою Кордильєри-Реаль. Найвищі вершини — Невадо-Аусаґанте (6372 м) і Салкантай (6264 м).